# Флаг Обнинска
Флаг О́бнинска является официальным символом города Обнинска Калужской области Российской Федерации.

## Описание
«Флаг представляет собой прямоугольное полотнище синего цвета с отношением ширины к длине 2:3, воспроизводящее фигуры герба города Обнинска белым цветом».

## Обоснование символики
Флаг разработан на основе герба города Обнинска.
В центре флага символическое изображение атома в лавровом венке.
Вдоль нижней кромки три белые волнистые линии. Три волнистые линии символизируют реку Протву, а также Центр по подготовке экипажей атомного подводного флота.
Атом символизирует первую в мире атомную электростанцию, построенную в Обнинске.
Гордость жителей своим городом выражает лавровый венок — символ славы, величия, первенства.